# البطنه (تعز)
البطنه هي إحدى قرى الجمهورية اليمنية. وهي تتبع جغرافيًا لمحافظة تعز. وإداريًا لمديرية مقبنة يبلغ تعداد سكانها 1043 نسمة حسب الإحصاء الذي جرى عام 2004.